# Diastata rufipes
Diastata rufipes är en tvåvingeart som först beskrevs av Johann Wilhelm Meigen 1830.  Diastata rufipes ingår i släktet Diastata och familjen fritflugor. Inga underarter finns listade i Catalogue of Life.